# Гигантски ибис
Гигантският ибис (Thaumatibis gigantea) е вид птица от семейство Ибисови (Threskiornithidae), единствен представител на род Thaumatibis. Видът е критично застрашен от изчезване.

## Разпространение и местообитание
Разпространен е във Виетнам, Камбоджа и Лаос.